# Războiul de Independență al Turciei
Războiul de independență al Turciei (în turcă: Kurtuluş Savaşı ori İstiklâl Harbi); 19 mai 1919 – 29 octombrie 1923) este astfel numit deoarece naționaliștii turci s-au temut în acea perioadă ca țara lor, învinsă în Primul război mondial, să nu-și piardă independența, fiind împărțită între imperiile coloniale ale învingătorilor. După înfrângerea suferită de Imperiul Otoman la sfârșitul primei conflagrații mondiale, activitatea naționaliștilor turci din Anatolia a culminat cu formarea Marii Adunări Naționale, care a mobilizat majoritatea resurselor naționale sub conducerea lui Mustafa Kemal Pașa împotriva  prevederilor tratatului de la Sevres, care practic punea Turcia sub tutelă și atribuia largi teritorii Aliaților, Greciei și Armeniei. După războaiele cu Grecia, cu Armenia și cu Franța, revoluționarii turci, biruitori la rândul lor, i-au obligat pe Aliați să renunțe la pretențiile lor, să evacueze teritoriile lor atribuite, și să negocieze un nou tratat: cel de la Lausanne din iulie 1923, care a permis incorporarea Anatoliei și Traciei răsăritene în noul stat, Republica Turcia (1923). Crearea Mișcării Naționale Turce a dus la prăbușirea sistemului milieturilor otomane și, după punerea în practică reformelor lui Atatürk, a permis apariția unui stat modern, laic și național.

## 30 octombrie 1918 – mai 1919
Vedeți și: Împărțirea Imperiului Otoman 

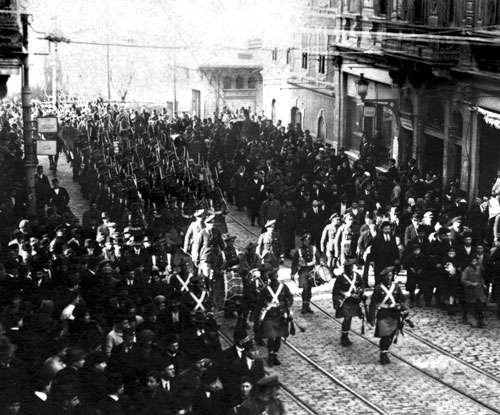
Trupele aliate ocupă Istanbulul

Pe 30 octombrie 1918 a fost semnat Armistițiul de la Moudros (în limba turcă: Mondros Antlaşması) dintre Imperiul Otoman și Aliații din Primul Război Mondial, ceea ce a dus la încetarea ostilităților pe frontul din Orientul Mijlociu al Primului Război Mondial. Tratatul asigura Aliaților controlul asupra forturilor care controlau strâmtorile Bosfor și Dardanele. De asemenea, Aliații primeau dreptul de ocupație „în caz de dezordine” a oricărui teritoriu turc. Somerset Arthur Gough-Calthorpe, cel care a semnat tratatul din partea britanică, a declarat că Antanta nu dorește să distrugă statul otoman și nu dorește ocuparea militară a acestuia, dar se simte îndreptățită să-și asigure securitatea prin ocuparea Istanbulului. În ciuda declarațiilor oficiale, desființarea statului otoman și împărțirea lui între puterile învingătoare a fost obiectivul Aliaților încă de la începutul războiului .
Pe 12 noiembrie 1918, o brigadă franceză a intrat în capitala otomană și a început Ocupația Istanbulului și a regiunii imediat învecinate. A doua zi, a urmat o debarcare a militarilor aliați de pe vasele de război britanice, franceze, italiene și elene. Ocuparea Istanbulului a fost urmată de mai multe alte acte asemănătoare. Pe 14 noiembrie, trupele franco-elene au ocupat orașul Uzunköprü din Tracia Răsăriteană și calea ferată care lega orașul de stația Hadımköy de lângă Çatalca, din suburbiile Istanbulului. Pe 1 decembrie, trupele britanice din Siria au ocupat Kilisul. Începând cu luna decembrie, francezii au trecut la ocuparea sistematică a teritoriului otoman, (orașele Antakya, Mersin, Tarsos, Ceyhan, Adana, Osmaniye și Islahiye.
Pe 19 ianuarie 1919, a  început Conferința de pace de la Paris, în timpul căreia s-a discutat condițiile care trebuiau impuse Puterilor Centrale învinse, inclusiv Imperiului Otoman. A fost creată „Comisia Interaliată pentru Mandatele din Turcia” având ca obiectiv punerea în aplicare a tratatelor secrete semnate în perioada 1915 – 1917, care vizau dezmembrarea Imperiului Otoman. Grecii urmăreau crearea noului „Imperiu Elenistic”, bazat pe așa-numita Megali Idea. Premierul britanic, David Lloyd George, promisese Greciei crearea Imperiului Elen mai înainte de intrarea Greciei în război. Italia era interesată de ocuparea sudului Anatoliei, în conformitate cu Acordul de la St.-Jean-de-Maurienne. Franța era interesată de exercitarea controlului în Hatay, Liban și Siria și a unei porțiuni din sud-estul Anatoliei, în conformitate cu Acordul Sykes–Picot. Franța semnase de asemenea un tratat cu Armenia și promisese ca, în schimbul participării Legiunii franco-armene la lupte de partea Aliaților, să sprijine formarea unui stat armenesc în regiunea Mediteranei .
Aliații au continuat să emită pretenții teritoriale în Turcia, fărâmițând Imperiul Otoman. Trupele britanice din Siria au ocupat Maraș, Urfa și Birecik, iar francezii au ocupat porturile de la Marea Neagră Zonguldak și Karadeniz Ereğli și regiunea minieră din apropiere. Grecii au ocupat portul Smirna, ceea ce a dus la părăsirea lucrărilor Conferinței de pace de către delegația italiană. Italia era interesată de ocuparea aceluiași port. Pe 30 aprilie, Italia a trimis un vas de război în rada portului, încercând să-și impună prin forță voința în fața grecilor. Mai mult, marina italiană a debarcat un puternic corp expediționar în Anatolia. Dată fiind lipsa delegației italiene de la Conferința de pace, britanicii au reușit să convingă Franța și SUA să accepte pretențiile Greciei, iar, în cele din urmă, Conferința a autorizat debarcările elenilor pe teritoriul anatolian.
Campania grecilor în Anatolia apuseană a început pe 15 mai 1919, după o debarcare la Smyrna. Această zi a fost marcată pentru turci de „primul glonț” tras de Hasan Tahsin împotriva purtătorului drapelului elen, care mărșăluia în fruntea trupelor de ocupație, de asasinarea colonelului Albay Fethi Bey, care refuzase să strige „Zito Venizelos” și de uciderea soldaților neînarmați din cazarma orașului, plus a aproximativ 300 – 400 de civili. Trupele grecești și-au continuat deplasare în peninsula Karaburun. O altă țintă a grecilor a fost  Söke, la 100 km sud de  Smirna. Această așezare permitea controlul asupra văii fertile a râului Menderes și a orașelor din regiune, (Menemen și Torbalı).

## Organizarea inițială
Lupta împotriva pretențiilor Aliaților a început aproape imediat după înfrângerea Imperiului Otoman la sfârșitul primului război mondial. Mai mulți lideri otomani au pus bazele unei societăți secrete, Karakol Cemiyeti („Societătile de Avanpost”), ca reacție la politicile Aliaților. Obiectivul Karakol Cemiyeti era lupta împotriva pretențiilor Aliaților prin rezistență activă și pasivă. Numeroase oficialități otomane au participat la eforturile pentru protejarea mișcării de independență care se dezvolta în întreaga Anatolie de ochii autorităților de ocupație. De exemplu, stocurile de muniție care fuseseră inițial rechiziționate de autoritățile militare aliate, au fost furate din depozite și transportate în secret din Istanbul spre locații din Anatolia Centrală, însoțite de ofițeri hotărâți să lupte împotriva partiționării teritoriului otoman. Generalul Ali Fuat Cebesoy și-a transferat în același timp corpul de armată de sub comanda lui din Siria la Ankara și a început organizarea grupurilor de rezistență, în rândul cărora se aflau în principal etnici turci, dar și emigranți din Caucaz, aflați sub conducerea lui r Çerkez Ethem.
Cartierul general al Mișcării naționale turce a fost obligat să se mute în regiunea centrală muntoasă și greu accesibilă din centrul Anatoliei datorită faptului că apele teritoriale din sud erau controlate de Royal Navy, iar litoralul adiacent de trupele terestre italiene și elene. Sultanul a oferit mai multor pașale otomane, precum Mustafa Kemal, poziții importante de conducere în regiunile rămase sub „controlul direct al autorității otomane”, (după cum erau definite de Tratatul de la Sèvres), în care nu se exercita controlul direct al Aliaților. Motivul unor asemenea numiri încă este subiect de dezbatere printre istorici. Se poate presupune că aceste numiri urmăreau în mod intenționat sprijinirea mișcării de rezistență, dar și că sultanul a încercat în acest fel să-i îndepărteze de Constantinopole pe cei care i-ar fi putut contesta autoritatea, ceea ce favoriza autoritățile de ocupație. Părerea care a câștigat cei mai mulți aderenți este aceea că decizia sultanului a fost determinată de dorința de a-i îndepărta pe ofițerii cei mai stimați în armata de capitala imperiului. Există martori care afirmă că sultanul ar fi afirmat că aliații nu ar putea fi învinși fără ca turcii să dispună de o armată organizată, iar naționaliștii dispuneau de două corpuri de armată mutate în mai 1919 în Ankara și Erzurum.
Prin intermediul a diferite manevre birocratice, Mustafa Kemal a devenit inspector general al forțelor otomane din Anatolia, fiind însărcinat să supravegheze procesul de dizolvare și lăsare la vatră a restului trupelor turce. Mustafa Kemal și un grup de colaboratori apropiați au părăsit Constantinopole la bordul unui vechi vas cu aburi, „SS Bandirma” pe 16 mai 1919, în direcția Samsun  El a debarcat trei zile mai târziu și și-a stabilit cartierul general al hotelul „Mintika Palace”. Mustafa Kemal a pus populația din Samsun în gardă față de debarcările elene și italiene, a organizat mitinguri de masă (evitând însă să se implice în mod oficial) și a pus la punct o rețea de transmisiuni care folosea liniile telegrafice locale, cu ajutorul căreia a păstrat o legătură permanentă cu toate unitățile din Anatolia și cu grupurile de rezistență. Mustafa Kemal a acționat pe cale oficială, trimițând telegrame de protest către ambasadorii străini în Turcia și către miniștrii de război în legătură cu consolidarea forțelor britanice în regiune și cu ajutorul dat de britanici grupurilor de  naționaliști greci. După ce a petrecut o săptămână în Samsun, Mustafa Kemal și-a mutat cartierul general la Havza, aproximativ 120 km în interiorul Anatoliei.
Mustafa Kemal avea să scrie în memoriile sale că, pentru organizarea luptei de rezistență, avea nevoie de sprijinul întregii națiuni. Poziția importantă pe care o deținea în acel moment și faima câștigată în timpul bătăliei de la Gallipoli îi asigurau o anumită credibilitate. Dar aceste nu erau de ajuns pentru a-i convinge pe toți turcii să i se alăture. În vreme ce se ocupa în mod oficial de dezarmarea armatei, el și-a înmulțit contactele diferite personalități politice și militare pentru pregătirea luptei de rezistență. În urma unei întâlniri cu Rauf Orbay, Ali Fuat Cebesoy și Refet Bele de pe 21 iunie 1919, liderii turci au emis așa-numita Circulara Amasya (22 iunie 1919), primul document scris al războiului de independență al Turciei.

### Mișcarea națională și activitatea aliaților
Pe 23 iunie, înaltul comisar Calthorpe, dându-și seama de natura activităților lui Mustafa Kemal în Anatolia, a trimis un raport în legătură cu acestea la Foreign Office. Aprecierile sale au fost întărite de analiza lui George Kidson din cadrul „Eastern Department”. Căpitanul britanic Hurst, care staționa în Samsun, îl avertizase pe amiralul Calthorpe de mai multe ori cu privire la activitatea lui Kemal. Trupele de sub comanda lui Hurst au fost însă înlocuite la un moment dat cu o brigadă de militari gurkha. Aceste mișcări de trupe au alarmat populația regiunii și au atras-o de partea lui Mustafa Kemal. În paralel cu aceste evenimente, s-au format secțiuni ale „Asociației de Apărare a Drepturilor Naționale” (Müdafaa-i Hukuk Cemiyeti) în Trabzon și Samsun. Evenimente asemănătoare cu cele din Smyrna au avut loc și în Trabzon și Samsun. Când trupele britanice au debarcat la Alexandretta, amiralul Calthorpe a demisionat din funcția de înalt comisar, afirmând că această acțiune contravine prevederilor tratatului de armistițiu. El a fost numit într-o altă funcție pe 5 august 1919.
Ministrul de război otoman Damat Ferid Paşa le-a ordonat lui Bele și lui Mustafa Kemal să întreprindă acțiuni pentru eliminarea tensiunilor care se manifestau în rândurile populației musulmane din regiunea Mării Negre. Ferit Paşa a promis că britanicii nu vor întreprinde măsuri împotriva înalților ofițeri turci. Mustafa Kemal avea să le spună unor prieteni apropiați: „Ferit Paşa nu înțelege realitățile regiunii; ar trebui să demisioneze pentru binele Imperiului”.
Pe 2 iulie, Kemal a primit o telegramă de la sultan, prin care îi cerea să se reîntoarcă în capitală. Mustafa Kemal se afla în acel moment în Erzincan și se temea să se întoarcă în capitală unde, sub atenta supraveghere a apropiaților sultanului și a autorităților militare străine, nu-și mai putea desfășura activitatea în sprijinul independenței Turciei. În aceste condiții, el a hotărât că singura soluție este să-și ia un concediu de două luni.

### Problemele reprezentabilității
Pe 16 octombrie 1919, Ali Riza Paşa l-a trimis pe ministrul marinei, Hulusi Salih Paşa, să negocieze cu Mișcarea Națională Turcă. Hulusi Salih Paşa nu luase parte la război. Salih Paşa și Mustafa Kemal s-au întâlnit în Amasya. Mustafa Kemal a dorit să se discute problemele reprezentativității Parlamentului Otoman. El dorea semnarea unui protocol între Ali Riza Paşa și „comitetul reprezentativ”. Ali Riza Paşa, sfătuit de britanici, a refuzat orice cerere de recunoaștere sau legimitate a unor forme considerate neconstituționale.
În decembrie 1919, au fost organizate alegeri parlamentare. Aceasta a fost o încercare de construire a unui Parlament cu o structură mai bună. Parlamentul otoman era considerat un mijloc pentru reafirmarea legitimității guvernului central în fața mișcării naționaliste în continuă dezvoltare în Anatolia. Între timp, grecii otomani s-au organizat în miliții naționaliste, care acționau pentru atingerea propriilor obiective. În timp ce parlamentarii eleni din Parlamentul Otoman au blocat orice inițiativă, cei mai mulți dintre supușii greci ai sultanului au boicotat alegerile parlamentare.
După alegeri, s-a format un nou parlament al Imperiului Otoman, care a trebuit să funcționeze în condițiile ocupației străine. Ali Riza Paşa s-a grăbit crezând că noul parlament îi va aduce legitimitatea. Clădirea în care funcționa Parlamentul se afla într-un oraș aflat sub ocupația militară a britanicilor. Orice decizie a legislativului trebuia să fie validată și de comandantul militar britanic al capitalei. Libertatea de mișcare a noului guvern a fost puternic limitată. În scurtă vreme a fost clar pentru deputați că misiunea lor era imposibilă. Ali Riza Paşa și guvernul pe care îl prezida nu era decât portavocea Antantei. Singurele legi considerate acceptabile de britanici au fost cele ordonate de ei sau care le serveau interesele.

### Parlamentul Otoman și acțiunea pe cont propriu
Pe 12 ianuarie 1920, au început ședințele ultimei Camere a deputaților a Imperiului Otoman în Constantinopol. La deschidere a fost prezentat mesajul sultanului, după care a fost citită o telegramă a lui Mustafa Kemal, prin care acesta cerea, în numele Comitetului Reprezentativ, mutarea organelor de conducere ale Turciei la Ankara.
Grupul Felâh-i Vatan din rândul deputaților otomani au luat inițiativa legiferării hotărârilor Congresului de la Erzurum și al celui de la Sivas. Britanicii au remarcat în scurtă vreme că situația politică din Turcia se îndreaptă într-o direcție care  nu le este favorabilă. Guvernul otoman nu întreprindea nicio acțiune pentru reprimarea mișcării naționaliștilor. Pe 28 ianuarie, deputații otomani s-au întâlnit într-o ședință clandestină. Au fost făcute mai multe propuneri, printre care și cele de alegere a lui Mustafa Kemal în funcția de președinte al Camerei, (cerere amânată până când situația din țară ar fi permis ducerea ei la îndeplinire fără amestecul britanicilor), respectiv de acceptare a rezoluției Congresului de la Sivas.
Pe 28 ianuarie 1920, Parlamentul Otoman a redactat „Misak-ı Millî” (Pactul Național), pe care l-a publicat pe 12 februarie. Acest pact conținea șase principii printre care autodeterminarea, siguranța Constantinopolului, regimul libertății Strâmtorilor și abolirea sistemului capitulațiilor. Pactul Național a adoptat principiile și cererile naționaliștilor, intrând astfel în conflict cu Aliații și planurile lor.

### Ocupația „de jure”
Mișcarea Națională, care reușise să convingă Parlamentul Otoman să proclame Pactul Național, a determinat guvernul britanic să acționeze în forță. Guvernul britanic a luat hotărârea să readucă Turcia sub controlul lui. Planul britanic a fost să desființeze toate organizațiile din capitală până în fundul Anatoliei. Mișcarea Națională condusă de Mustafa Kemal era principala problemă a britanicilor. Ministerul de externe britanic (Foreign Office) a primit sarcina să creeze un plan de acțiune. Foreign Office a dezvoltat un plan bazat pe o variantă mai veche, folosită în timpul  „Revoltei arabe”, dar, de această dată, resursele au fost canalizate spre liderii războinici precum Ahmet Anzavur. Decizia britanicilor se baza din punct de vedere politic pe Tratatul de la Sèvres.  Anatolia trebuia să fie „occidentalizată” sub conducerea creștinilor. Guvernul britanic susținea că o asemenea acțiune ar fi fost singura care ar fi asigurat securitatea creștinilor. Tratatul de la Sèvres punea cea mai mare parte a Anatoliei sub controlul creștinilor. Asemenea acțiuni ar fi trebuit să distrugă autoritatea sultanului și a guvernului cu ajutorul creștinilor greci și armeni, ale căror interese difereau în mod dramatic de cele ale musulmanilor. Detaliile acestor operațiuni cu caracter secret erau conținute într-un document numit „Jurisdictional Conflict”.
În noaptea zilei de 15 – 16 martie, trupele britanice au început să ocupe clădirile cheie și să aresteze naționaliștii turci. Operațiunea a fost una foarte sângeroasă. Elevii școlii militare de muzică au opus rezistență și cel puțin zece  au fost uciși, dar nici până în zilele noastre nu a fost făcut un raport oficial. Britanicii au încercat să aresteze liderii mișcării naționaliste. Ei au reușit să preia controlul asupra ministerului de război și să-l aresteze pe șeful Marelui Stat Major, Fevzi Çakmak. Çakmak era un ofițer conservator, considerat unul dintre cei mai capabili și respectați comandanți. El avea să devină unul dintre principalii lideri militari ai Mișcării Naționale.
Mustafa Kemal era însă pregătit pentru acțiunea britanicilor. El și-a avertizat organizațiile să nu dea crezare declarațiilor oficialilor din capitală. Kemal a afirmat că singura cale prin care britanicii pot fi opriți era organizarea protestelor de masă. Mustafa Kemal cunoștea bine Revolta Arabă și modul de acțiune al britanicilor. El a reușit să fie tot timpul cu un pas înainte acțiunilor Foreign Office-ului. Asemenea reușite i-au asigurat lui Mustafa Kemal autoritatea printre revoluționari.
Pe 18 martie, parlamentul otoman a trimis un protest Aliaților. Documentul afirma că arestarea a cinci parlamentari este absolut inacceptabilă. Sistemul politic otoman era însă definitiv compromis. Acțiunea în forță a britanicilor l-au transformat pe sultan în unicul guvernator al imperiului. Dar sultanul nu își putea exercita puterea în ceea ce mai rămăsese din imperiul otoman fără sprijinul trupelor străine. Din acest motiv, sultanul a devenit doar o marionetă a aliaților.

## Conflicte de jurisdicție
Noul guvern turc, sperând să submineze autoritatea Mișcării Naționale, a conceput o „fatwa” (decret religios) prin care se afirma că drept-credincioșii nu ar trebui se solidarizeze cu rebelii (naționaliștii). În afară de acest decret religios, tribunalele aflate sub control guvernamental i-au condamna la moarte „in absentia” pe Mustafa Kemal și pe alți lideri de frunte ai naționaliștilor. În schimb, muftiul Ankarei, Rifat Börekçi, a emis o contra-fatwa, prin care declara că autoritățile din capitala imperiului se află sub controlul Antantei și, deci, decretele lor sunt lipsite de putere. Acest decret stabilea și că mișcarea naționalistă are ca obiectiv principal eliberarea sultanului și a califatului său de sub dominația străină.

### Dizolvarea Parlamentului Otoman
Mustafa Kemal se aștepta ca Aliații să nu respecte raportul „Harbord” și nici imunitatea sa parlamentară, dacă ar fi făcut greșeală să se deplaseze în capitală. Din acest motiv, el a hotărât să rămână în Anatolia. Kemal a mutat Comitetul Reprezentativ din Erzurum la Ankara, astfel încât să poată păstra legătura cu cât mai mulți deputați care participau la ședințele parlamentului. La inițiativa lui Kemal a început tipărirea unui ziar, Hakimiyet-i Milliye (Suveranitatea Națională), care trebuia să susțină mișcare atât în Turcia, cât și peste hotare (10 ianuarie 1920).
Mustafa Kemal a declarat că sigurul organ de conducere legal al Turciei era Comitetul Reprezentativ din Ankara, iar funcționarii civili și militarii ar trebui să se supună autorității acestuia, nu guvernului de la Istanbul. Argumentele lui Kemal au câștigat un larg suport printre oficiali. Pentru toată lumea devenise evident că parlamentul se afla sub controlul aliaților, deci fără putere reală de decizie independentă.

### Declarația Marii Adunări Naționale
Măsurile dure luate de conducerea otomană împotriva naționaliștilor a marcat începutul unei noi faze, distincte. Mustafa Kemal a trimis o notă guvernatorilor regionali și comandanților militari prin care le cerea să organizeze alegerea de delegați pentru Marea Adunare Națională, care avea să fie convocată la Ankara. Mustafa Kemal a făcut de asemenea apel la lumea islamică să-l sprijine, în condițiile în care el și sprijinitorii săi continuau lupta în numele sultanului, care era de asemenea și calif. Principalul obiectiv al naționaliștilor ar fi fost, în aceste condiții, eliberarea califatului de sub ocupația Aliaților. Naționaliștii au plănuit în această fază a luptei organizarea unui nou executiv și a unui legislativ reprezentativ cu sediile în Ankara și pentru atingerea acestui scop au cerut sultanului să recunoască noile organe ale puterii.
Numeroși sprijinitori ai lui Kemal s-au îndreptat spre Ankara, înșelând vigilența autorităților militare aliate. Astfel, s-au alăturat taberei lui Kemal personalități precum scriitoarea Halide Edip Adivar, medicul Adnan Adivar, generalul Ismet Inönü, sau președintele Camerei Deputaților Celaleddin Arif. Yunus Nadi Abalioglu, proprietarul ziarului „Yeni Gün” și deputat de Izmir și Halide Edip Adivar s-au întâlnit în Geyve pe 31 martie. Cei doi au discutat despre necesitatea organizării unei agenții de știri, care să asigure un flux de informații și să evite astfel cenzura Aliaților. Cei doi au decis ca numele noii agenții de știri să fie Anadolu. Mustafa Kemal a sprijinit de îndată ce s-a întâlnit cu cei doi înființarea Agenției Anadolu. Kemal spera să poată transmite știri necenzurate în întreaga lume. El și-a dat seama de importanța pe care o are reflectarea corectă a luptei revoluționarilor turci în mediile naționale și internaționale. Fuga lui Celaleddin Arif din capitală a avut o mare însemnătate. El a declarat că Parlamentul Otoman a fost dizolvat în mod ilegal. Armistițiul nu dădea Aliaților dreptul să dizolve parlamentul, iar Constituția din 1909 era concepută să prevină excesele pe care și le permisese sultanul Abdul-Hamid al II-lea.
Aproximativ 100 de deputați otomani au reușit să păcălească vigilența Aliaților și s-au alăturat celor 190 de deputați aleși de grupurile de rezistență turce. Ismet Inonü participat la ședințele noului Parlament de la Ankara din postura de deputat de Edirne. În martie 1920, revoluționarii turci au anunțat națiunea că a fost înființat un nou parlament cu sediul la Ankara –  Marea Adunare Națională a Turciei. Marea Adunare Națională și-a asumat puteri legislative și executive complete. Pe 23 aprilie 1920, noul parlament s-a întrunit în prima sesiune, numindu-l pe Mustafa Kemal președinte al Marii Adunări Naționale și pe Ismet Inonü șef al Marelui Stat Major. Pentru toată lumea a devenit evident că noul regim era gata să se ridice la luptă nu numai împotriva trupelor străine de ocupație, dar și împotriva Sultanului și guvernului său.

### Primele lupte împotriva naționaliștilor
Pe teritoriul Anatoliei erau prezente numeroase forțe militare ostile naționaliștilor: batalioanele  britanice, cerchezii lui  Ahmet Anzavur sau trupele loiale sultanului. Forțele sultanului erau reprezentate în regiune de aproximativ 4.000 de soldați ai Kuva-i Inzibatiye (Armata Califatului). Sultanul s-a folosit de fonduri britanice pentru recrutarea a unei noi forțe de aproximativ 2.000 de soldați nemusulmani, care a fost desfășurată inițial în regiunea orașului Iznik. Guvernul sultanului a trimis forțele „Armatei Califatului” pentru sprijinirea forțelor ostile revoluționarilor.
Britanicii considerau că forțele insurgenților nu sunt suficient de puternice și au hotărât să folosească împotriva lor forțele britanice și cele neregulate contrarevoluționare. Forțele naționaliste erau răspândite în întreaga Turcie, iar britanicii au trimis împotriva lor unități militare cu efective reduse. În Izmet erau cantonate două batalioane ale armatei britanice. Comandanții acestora erau cantonați pe vasul de război otoman Yavuz. Aceste unități au fost trimise să lupte cu partizanii aflați sub comanda lui Ali Fuat Cebesoy și Refet Bele.
Pe 13 aprilie 1920, acest conflict a izbucnit la Düzce drept consecință a fatwa „sheik ul-Islam”. Pe 18 aprilie, conflictele de la Düzce s-au extins la  Bolu, iar două zile mai târziu la Gerede. Luptele de rezistență au izbucnit în cea mai mare parte a nord-vestului Anatoliei în mai puțin de o lună. Guvernul otoman a acordat un statut semi-oficial „Kuva-i Inzibatiye” (Armatei Califatului) și trupelor lui Ahmet Anzavur, care au avut un rol important în cadrul luptelor. Pe 14 iunie 1920, au izbucnit lupte la Izmir între rebeli și britanici, sprijiniți de Ahmet Aznavur. Trupele britanice și ale lui Ahmet Aznavur depășeau numeric milițiile naționaliste. În timpul luptelor, o serie de soldați ai Armatei Califatului au dezertat și au trecut de partea revoluționarilor. Acest lucru a demonstrat că sultanul nu se bucura de sprijinul necondiționat al oamenilor chemați să-i apere cauza. În asemenea condiții, Armata Califatului s-a retras la adăpostul liniilor britanicilor, care rezistaseră în timpul luptelor.
Luptele din regiunea Izmirului au avut consecințe importante. Britanicii au folosit în timpul luptelor cu naționaliștii infanteria, artileria și aviația. Bombardamentele i-au obligat pe naționaliști să se retragă, dar panica a izbucnit în Istanbul. Comandantul britanic, baronul George Milne, a cerut să primească întăriri. Comandanții aliați au început să studieze serios situația și au încercat să determine ce mijloace erau necesare pentru ca să îi înfrângă pe naționaliști. Raportul mareșalului Ferdinand Foch sublinia că sunt necesare nu mai mult de 27 de divizii, dar britanicii nu își permiteau să mobilizeze asemenea efective în Turcia. O implicare militară de o asemenea amploare ar fi avut consecințe dezastroase din punct de vedere politic la Londra. Luptele Primului Război Mondial se încheiaseră doar de puțină vreme, iar opinia publică britanică nu ar fi sprijinit o aventură militară costisitoare și de lungă durată.
Britanicii au ajuns la rândul lor la concluzia că mișcarea naționalistă nu poate fi înfrântă decât prin desfășurarea unor forțe numeroase și bine pregătite. Pe 25 octombrie, forțele Armatei Califatului au fost demobilizate sub atenta supraveghere a britanicilor. Poziția oficială a fost aceea că ele nu mai sunt necesare. Britanicii au hotărât că singura soluție a problemei este folosirea unor forțe care să aibă experiență de luptă și să fie puternic motivate pentru ca să lupte pe teritoriul Turciei. Armata Greciei reprezenta forța care, în opinia britanicilor,  avea asemenea calități.

### Crearea armatei naționaliștilor
Mai înainte de emiterea Circularei Amasya de pe 22 iunie 1919, Mustafa Kemal s-a întâlnit cu delegația bolșevicilor condusă de Semion Budionnîi. Bolșevicii doreau să anexeze părți ale Caucazului, inclusiv Republica Democrată Armeană, care se aflaseră sub dominația Imperiului Rus. Bolșevicii considerau că o republică turcă prietenă ar fi fost un stat-tampon și un posibil aliat al comuniștilor. Poziția oficială a lui Kemal a fost aceea că orice discuții politice trebuie amânate până după obținerea independenței Turciei. Pe de altă parte, naționaliștii turci au obținut dacă nu sprijinul unui nou aliat, cel puțin neutralitatea binevoitoare a unui  fost inamic
În această perioadă, revoluționare turci au avut ca obiectiv aprovizionarea cu un flux continuu de arme și muniții din străinătate. La început, ei au obținut armele și munițiile de la Uniunea Sovietică, dar și de la Italia și Franța. Aceste arme, în special cele sovietice, au permis turcilor să organizeze o armată eficientă. După semnarea Tratatului de la Kars (23 octombrie 1921), naționaliștii au acceptat să cedeze Naxcivanul și Batumi, primind în schimb arme, muniții și aur. Turcii au trebuit să aștepte resursele promise până în august 1921, chiar înaintea izbucnirii Bătrăliei de la Sakarya. Riza Nur, ambasadorul Turciei la Moscova, își anunța superiorii pe 4 august 1920 că rușii urmau să trimită naționaliștilor 60 de tunuri Krupp, 30.000 proiectile de artilerie, 700.000 de grenade, 10.000 de mine, 60.000 de săbii românești, 1,5 milioane de puști otomane captură de război. 1 milion de puști rusești, 1 milion de puști austro-ungare Mannlicher și un număr oarecare de puști Martini-Henry și 25.000 de baionete.

### Tratatul de la Sèvres
Guvernul otoman a semnat Tratatul de la Sèvres, care avea prevederi precum menținerea Califatului și păstrarea controlului sultanului asupra orașului Constantinopol. Tratatul a fost considerat inacceptabil de naționaliști. Granițele propuse de tratatul de la Sèvres reflectau interesele de moment ale puterilor învingătoare, nu interesele popoarelor Imperiului Otoman.
Premierul Venizelos a reușit să impună în tratat anexarea unor teritorii otomane, în ciuda opoziției aliaților. Puterile Antantei nu doreau ca anumite regiuni din Bulgaria și Anatolia să fie anexate de Grecia, dar, pe de altă parte, nu au reușit să se opună pretențiilor Atenei, fie pentru că situația politică din țările lor nu le-ar fi permis să ia o poziție în această chestiune, fie pentru că forțele lor armate nu erau suficient de puternice în acel moment ca să le ocupe ele și să elimine pretențiile elenilor.

### Conflictele armate

#### Est
Frontiera dintre Republica Democrată Armeană si Imperiul Otoman a fost definită prin Tratatul de la Brest-Litovsk semnat cu bolșevicii pe 3 martie 1918, după Revoluția din Octombrie, și a fost întărită prin prevederile Tratatului de la Batumi din 4 iunie 1918, semnat cu RD Armeană. După semnarea Armistițiului de la Moudros (30 octombrie 1918) a devenit clar pentru toată lumea că granița turco-armeană nu avea să rămână așa cum a fost definită la Batumi. Puternica diasporă armenească a purtat discuții intense cu guvernele Antantei cu privire la traseul acestei frontiere. „Cele paisprezece puncte” erau văzute ca documentul justificativ al pretențiilor armenilor, atâta vreme cât puteau puteau demonstra că reprezintă majoritatea populației în respectivele regiuni și aveau în plus controlul militar în aceste zone. Mișcările armenilor din regiunile de frontieră au fost folosite ca argument pentru redesenarea frontierei dintre Imperiul Otoman și RA Armeană. Woodrow Wilson a acceptat să transfere aceste regiuni sub controlul armenilor, plecând de la ideea că ele au majoritate etnică armeană și că ele se află sub controlul lor. Rezultatul acestor negocieri aveau să fie reflectate în textul Tratatului de la Sèvres (10 august 1920). În sud-estul Anatoliei activa o puternică mișcare a armenilor, care se bucura de sprijinul francezilor. Acordul franco-armean din 1916 asigura controlul armenilor asupra Ciliciei în schimbul înființării Legiunii franco-armene, care să lupte de partea Antantei. Francezii urmărea să unească RD Armeană cu Cilicia trecută sub controlul armenilor. Printr-o asemenea unire, RD Armeană ar fi dispus de resurse suficiente ca să reziste expansionismului bolșevic.
Armata naționaliștilor turci a fost implicată într-unele dintre cele mai grele lupte pe care le-a dus la frontiera armeană. Armata națională a obținut victorii importante în răsărit, în ciuda presiunii crescânde a grecilor de pe frontul apusean. Rapoartele generalului Kâzim Karabekir oferă o imagine a campaniilor de pe frontul de est. În două rapoarte (30 mai și 4 iunie) el a prezentat o imagine completă a activităților armenilor și propunea un model de organizare a resurselor pe frontul de est, în special în regiunea Erzurum. În acest timp, guvernul rus a trimis un mesaj diplomatic prin care propunea redesenarea cu sprijinul bolșevic nu doar a granițelor cu Armenia, dar și a celor cu Iranul. Sprijinul sovietic era absolut vital pentru mișcarea naționalistă turcă, în condițiile în care industria militară era practic inexistentă. În cadrul, bolșevicii au cerut ca orașele Van și Bitlis să fie transferate Armeniei. Această cerere era inacceptabilă pentru revoluționarii turci. În același timp, revoluționarii turci erau obligați să facă față amenințării pe două fronturi. Tergiversarea negocierilor și ezitările lor în ceea ce privește transferul unor forțe importante în est făceau imposibilă prevenirea raidurilor armenilor și provocau exodul etnicilor turci, dar în același timp ei trebuiau să facă față amenințărilor militare și diplomatice ale grecilor.

##### Luptele din răsărit
Mai înainte ca să se hotărască un transfer de teritorii pe cale diplomatică, armenii au hotărât să ofere o demonstrație de forță și au transferat forțe importante la Oltu. Victoria turcilor în prima fază a Bătăliei de la Oltu (18– 25 iunie 1920) a pus capăt discuțiilor cu guvernul rus. Acest eveniment a fost urmat de ocuparea de către Georgia a orașului Artvin (25 iulie). Pe 10 august să aibă loc semnarea Tratatului de Sèvres. A doua fază a luptelor de la Oltu (3 – 5  septembrie) a dus la alungarea definitivă a armenilor din regiune.

##### Încheierea luptelor în răsărit
Tratatul de la Alexandropol (2 decembrie 1920) a fost primul tratat semnat de revoluționarii turci. El a pus capăt acțiunilor militare la granița de răsărit, în regiunile cunoscute drept Armenia Wilsoniană. Prin acest tratat, Armenia a renunțat la prevederile favorabile ei în Tratatul de la Sèvres.
După semnarea acestui tratat, în Armenia a avut loc o insurecție a bolșevicilor. Pe 28 noiembrie 1920, Armata a 11-a sovietică sub comanda lui Anatoli Gekker staționată în Azerbaidjan a invadat Armenia. Al doilea război sovieto-armean a durat doar o săptămână.
Pe 16 martie 1921, RSS Armeană, RSS Azerbaidjană, RSS Georgiană și turcii au semnat un tratat cuprinzător la Kars. Armele capturate de la fosta armată a RD Armene au fost trimise în vest, pentru ca să fie folosite în luptele cu grecii.

#### Vest
Războiul în vest a izbucnit în principal datorită faptului că liderii Antantei, în principal premierul britanic David Lloyd George, promiseseră Greciei ocuparea unor teritorii care aparțineau Imperiului Otoman în schimbul implicării țării în război de partea Aliaților. Printre teritoriile promise se aflau Tracia Răsăriteană, insulele Imbros (Gökçeada) și  Tenedos (Bozcaada), precum și regiunea din Anatolia apuseană din jurul orașului Smyrna (Izmir). Grecii au cerut și ocuparea Constantinopolelui, capitala istorică a Imperiului Bizantin, obiectiv al  „Marii Idei”, dar Antanta nu s-a arătat dornică să satisfacă această cerere, considerată excesivă.
Antanta a admis ca Grecia să obțină controlul asupra regiunii din jurul Smyrnei și Ayvalıkului din Anatolia apuseană. Debarcările elenilor au avut loc mai înainte de debarcările italiene de pe coasta sudică a Turciei din regiunea Antalya. Prin permisiunea acordată grecilor să debarce la Smyrna, puterile occidentale sperau să blocheze expansiunea italiană în Anatolia.
Pe 28 mai, grecii au debarcat la Ayvalik. Acest oraș mic a fost ales deoarece fusese locuit de o puternică comunitate elenă mai înainte de Războaiele Balcanice. Războaiele Balcanice au schimbat natura regiunii. Locuitorii musulmani, care au migrat ca urmare a extinderii granițelor Greciei, de exemplu prin incorporarea Insulei Creta, s-au așezat în regiunea Ayvalik. Acești emigranți au format o unitate de autoapărare sub comanda unui ofițer otoman în retragere, colonelul Ali Çetinkaya. Ei s-au alăturat milițiilor organizate de Resit, Tevfik sau Çerkes Ethem. Acești luptători erau foarte hotărâți să reziste în fața atacului grecilor, deoarece nu mai aveau unde să se refugieze. Resit, Tevfik și Ethem erau de origine cercheză și fuseseră alungați de pe pământurile strămoșești din Caucaz de ruși și armeni. Ei colonizaseră regiunea din jurul Mării Egee. Trupele elene au intrat în contact prima dată cu aceste trupe neregulate musulmane. Mustafa Kemal l-a rugat pe amiralul Rauf Orbay să coordoneze unitățile formate de Ali Çetinkaya, Resit, Tevfik și Çerkez Ethem. Rauf Orbay, care era de asemenea etnic cerchez, a reușit să organizeze temeinic aceste miliții și le-a stabilit ca sarcină dezorganizarea spatelui frontului grecilor.
Decizia Aliaților să permită grecilor să debarce la Smyrna a fost rezultatul debarcărilor italiene de la Antalya făcute cu ceva timp în urmă. În fața acțiunilor italienilor, care încercau să ocupe regiuni ale Asiei Mici cu o însemnată populație elenă, Eleftherios Venizelos a cerut și a obținut permisiunea Aliaților de debarcare a trupelor grecești la Smyrna, motivând necesitatea apărării populației civile. Turcii au pretins că adevăratul scop al lui Venizelos ar fi fost colonizarea elenilor în regiune, astfel încât aceasta să capete o majoritate elenă, care ar fi îndreptățit pretențiile Atenei pentru anexarea ei. De altfel, Venizelos declarase public că Grecia nu luptă împotriva islamului, ci împotriva guvernării anacronice otomane și a administrației sale corupte, ignorante și sângeroase prin eliminarea acesteia din teritoriile unde majoritatea populației era format din greci.

##### Luptele de pe frontul de vest
Imediat după debarcare forțelor elene la Smyrna, naționaliștii turcii au declanșat atacuri împotriva lor, ceea ce a dus în schimb la represalii brutale împotriva populației civile turce din partea militarilor invadatori. Forțele elene au folosit Smyrna ca bază pentru lansarea unor atacuri în interiorul Anatoliei. Mustafa Kemal a fost foarte hotărât să elimine prezență grecilor în Smyrna, cu atât mai mult cu cât elenii au comis numeroase atrocități împotriva populației civile și atacuri împotriva simbolurilor religioase islamice. După lupte grele, turcii au reușit să îi alunge pe greci din Smyrna și din restul Anatoliei.

##### Încheierea ostilităților în apus
Kemal se afla într-o poziție favorabilă, după semnarea unor tratate și acorduri în est și sud. Naționaliștii au putut cere astfel ca grecii să se retragă în mod necondiționat din Tracia Răsăriteană, insulele Imbros și Tenedos și Asia Mică, iar râul Meriç să redevină granița dintre Grecia și Turcia, așa cum fusese până în 1914.
Franța, Italia și Regatul Unit l-au invitat pe Mustafa Kemal la Veneția pentru negocierea unui acord de încetare a focului. Mustafa Kemal propus în schimb începerea negocierilor în orașul Mudanya. Negocierile de la Mudanya au început pe 3 octombrie și s-au încheiat prin [[armistițiul de la Mudanya|semnarea unui armistițiu.

#### Sud
Francezii doreau să se instaleze temeinic în Siria, Cilicia având o importanță mai redusă pentru ei, ceea ce era în avantajul naționaliștilor. Controlul regiunii Munților Taurus era considerată vitală de către Mustafa Kemal. Francezii nu erau capabili să obțină informațiile militare de care aveau nevoie decât cu ajutorul milițiilor armene. Naționaliștii turci au cooperat cu triburile arabe din regiune pentru obținerea victoriei. Mustafa Kemal considera că amenințarea franceză era a doua ca importanță, după cea greacă. El a presupus că dacă grecii vor fi învinși, francezii nu ar fi rezistat de unii singuri.
Rezistența forțelor naționaliste turce a fost o surpriză pentru francezi. Francezii îi considerau vinovați pentru această situați pe britanici, care nu făcuseră nimic pentru distrugerea rezistenței locale. Obiectivul strategic al deschiderii unui front în sud prin implicarea armenilor în lupta împotriva naționaliștilor turci a eșuat după înfrângerea forțelor greco-britanice în vest. Legiunea franco-armeană, sprijinită de comunitățile locale armene a fost înfrântă de turci. Marea majoritate a armenilor din regiune a fost obligată să emigreze odată cu retragerea forțelor militare franceze. Pierderile umane și materiale ale armatei franceze în Turcia a generat o nemulțumire profundă în Franța. Într-o încercare de salvare a ceea ce mai putea fi salvat, Franța a cerut guvernului naționalist turc plata unei compensații financiare de 1.500.000 monede de aur. Mustafa Kemal a refuzat o asemenea plată.

### Conferința de la Londra
Antanta a încercat să salveze Tratatul de la Sèvres și să-i silească pe revoluționarii turci să accepte prevederile acestuia în cursul a mai multor rude de negocieri ținute la Londra. Conferința de la Londra s-a încheiat cu un eșec datorită diferențelor de vederi mult prea mari. Tratatul de la Sèvres, chiar și într-o formă modificată, era incompatibil cu Pactul Național.
Conferința de la Londra a oferit Antantei șansa să modifice unele dintre politicile sale. Participanții la conferință au primit în octombrie un raport la amiralului Mark Lambert Bristol. El organizase o comisie pentru analizarea situației create de crimele petrecute împotriva turcilor în timpul ocupației Izmirului și a regiunii înconjurătoare. Comisia a tras concluzia că, dacă regiunea nu ar urma să fie anexată de Grecia, forțele armate ale acesteia nu ar trebui să fie singura forță de ocupație din zonă. Amiralul Bristol nu a găsit explicația potrivită pe care să o prezinte președintelui SUA, Woodrow Wilson, care insista pe „respectarea naționalităților”, prevăzută în politica „celor 14 puncte”.
Poziția premierului britanic David Lloyd George nu a fost schimbată însă nici de raportul amiralului Mark Lambert Bristol, nici de rezultatele ședințelor Conferinței de la Londra. Pe 12 februarie 1921, el și-a dat aprobarea pentru finalizarea anexării regiunilor litorale turce de la Marea Egee, iar armata elenă a trecut la punerea în practică a acestei decizii.

## Etapele spre restabilirea păcii
Primele contacte dintre cele două tabere au avut loc în timpul Conferinței de la Londra. Primii pași spre restabilirea păcii au fost făcuți însă doar după ce Antanta a accepta să negocieze cu revoluționarii turci. Mai înainte de începerea tratativelor cu Antanta, naționaliștii turci au reușit să rezolve o parte a problemelor de la frontiera estică prin semnarea Tratatul de la Alexandropol cu Republica Democrată Armeană. Desființarea acestui stat și apariția RSS Armeană și altor state sovietice în Caucaz i-a obligat pe turci să continue negocierile. Granița estică a fost definitiv stabilită după semnarea Tratatului de la Kars, care era rezultatul negocierilor de la Moscova din martie 1921. Turcia și RSFS Rusă au semnat tratatul de pace la Kars pe 23 octombrie 192 și a fost ratificat la Erevan pe 11 septembrie 1922.

### Armistițiul de la Mudanya
Stațiunea Mudanya de la Marea Marmara a găzduit conferința pentru pregătirea armistițiului (3 octombrie 1922). Din partea turcă a negociat İsmet İnönü, comandantul armatelor din vest. Spre deosebire de negocierile de la Moudros, turcii se aflau în avantaj, iar britanicii și grecii (reprezentați de britanici) se aflau în defensivă.
Britanicii sperau ca Marea Adunare Națională să fie dispusă să facă anumite concesii. După primele discursuri, britanicii au aflat cu surprindere că turcii erau hotărâți să respecte prevederile „Pactului Național”. În timpul conferinței, trupele britanice s-au pregătit să respingă atacul trupelor naționaliștilor turci. Nu au izbucnit însă lupte în Tracia, trupele elene retrăgându-se mai înainte ca cele turce să debarce din Asia Mică. Singura concesiune pe care a făcut-o Ismet a fost angajamentul ca turcii să nu avanseze mai departe de Dardanele și să-i atace pe britanici în timpul conferinței. Lucrările conferinței au durat în timp mult mai mult decât se așteptaseră negociatorii. În cele din urmă, britanicii au fost cei care au cedat în fața pretențiilor turcilor.
Armistițiul de la Mudanya a fost semnat pe 11 octombrie. În conformitate cu prevederile lui, armata greacă trebuia să se mute la vest de râul Marița. Scriitorul american Ernest Hemingway a fost martor ocular al evacuării Traciei Răsăritene de către populație elenă. El este autorul mai multor nuvele inspirate din evenimentele din Tracia și Smyrna, care au apărut în cartea In Our Time (În timpul nostru ).
Armistițiul a intrat în vigoare începând cu ziua de 15 octombrie. Forțele Aliaților urmau să mai rămână Tracia Răsăriteană timp de o lună pentru păstrarea ordinei. Turcii acceptau ca britanicii să ocupe strâmtorile Dardanele și Bosfor și Istanbulul până în momentul semnării tratatului de pace.
Refet Bele a fost numit să preia controlul Traciei Răsăritene după retragerea Aliaților. El a fost primul oficial turc care a intrat în capitală. Britanicii nu au permis intrarea în Istanbul și a celor 100 de jandarmi care îl însoțeau pe Bele, dar au cedat după numai o zi.

### Abolirea sultanatului
Guvernul din Istanbul, care se legitima prin suveranitatea sultanului, încetase practic să existe în momentul în care forțele britanice ocupaseră capitala imperiului după încheierea războiului. Adunarea Națională a primit pentru dezbatere legea pentru abolirea sultanatului. La 1 noiembrie 1922, Marea Adunare Națională a votat abolirea sultanatului. Ultimul sultan a părăsit Turcia pe 17 noiembrie 1922 și s-a îndreptat la bordul unei nave britanice spre Malta. Acest ultim eveniment a marcat dispariția Imperiului Otoman.

### Conferința de la Lausanne
În perioada noiembrie 1922 – februarie 1923, a avut loc Conferința de la Lausanne, Elveția. Scopul negocierilor a fost  semnarea unui nou tratat care să-l înlocuiască pe cel semnat la sfârșitul Primului Război Mondial (Tratatul de la Sèvres) și care era considerat caduc ce noua conducere a lui Kemal Pasha.
La conferință au participat reprezentanții Regatului Unit, Franței, Italiei și Turciei. Lideri importanți ai vremii precum Benito Mussolini (Italia) și Raymond Poincaré (Franța) au ținut discursuri. Turcia a acceptat clauzele politice și „libertatea strâmtorilor”, care era principalul punct de interes britanic. Problema statutului Mosulului a fost amânată, în condițiile în care George Curzon a rămas ferm pe poziție, cerând ca zona să rămână parte a Irakului. Delegația franceză nu și-a îndeplinit niciunul dintre obiectivele propuse și, pe 30 ianuarie, a emis o declarație prin care aprecia că proiectul de tratat nu era decât o „bază de negocieri”. Din acest motiv, turcii au refuzat să semneze tratatul. Pe 4 februarie 1923, Curzon a făcut un apel final la Ismet Pasha, cerându-i să semneze și, când acesta din urmă a refuzat, a părăsit negocierile.

### Tratatul de la Lausanne
Tratatul, semnat pe 24 iulie1923 la Lausanne, Elveția, a recunoscut apartenența Anatoliei și Traciei Răsăritene la statul turc și a anulat prevederile Tratatului de la Sèvres, semnat de guvernul otoman. Dupǎ acest nou tratat, a fost recunoscută pe plan internațional suveranitatea noii Republici Turcia și a fost recunoscut dreptul de stat succesor al defunctului Imperiu Otoman

### Fondarea republicii
Pe 29 octombrie 1923 a fost proclamată republica, iar Ankara a devenit noua capitală a țării. Mustafa Kemal a fost ales primul președinte al Turciei. El i-a numit pe apropiații săi Fevzi Çakmak, Kazım Özalp și Ismet Inönü în funcții importante în noul guvern, ceea ce i-a permis să pună în aplicare un ambițios program de reforme.